# Endotricha
Endotricha is een geslacht van vlinders van de familie snuitmotten (Pyralidae), uit de onderfamilie Pyralinae.

## Soorten
- E. aculeatalis Inoue, 1982
- E. affinitalis Hering, 1901
- E. albicilia Hampson, 1891
- E. altitudinalis (Viette, 1957)
- E. approximalis Snellen, 1895
- E. ardentalis Hampson, 1896
- E. argentata Whalley, 1963
- E. aureorufa Whalley, 1963
- E. borneoensis Hampson, 1916
- E. bradleyi Whalley, 1962
- E. capnospila Meyrick, 1932
- E. conchylaria Whalley, 1963
- E. congrualis (Walker, 1866)
- E. consobrinalis Zeller, 1852
- E. consocia Butler, 1879
- E. contestalis Caradja, 1925
- E. coreacealis Pagenstecher, 1884
- E. costaemaculalis Christoph, 1881
- E. cruenta Whalley, 1963
- E. chionocosma Turner, 1904
- E. chionosema Hampson, 1916
- E. decessalis Walker, 1859
- E. denticostalis Hampson, 1906
- E. dispergens Lucas, 1891
- E. dyschroa Turner, 1918
- E. ellisoni Whalley, 1963
- E. encaustalis Hampson, 1916
- E. erythralis Mabille, 1900
- E. euphiles Turner, 1932
- E. eximia Whalley, 1963
- E. faceta Whalley, 1963
- E. fastigia Whalley, 1963
- E. flammealis - Strooiselmot Denis & Schiffermüller, 1775
- E. flavifusalis Warren, 1891
- E. flavofascialis Bremer, 1864
- E. fuliginosa Whalley, 1963
- E. fuscobasalis Ragonot, 1891
- E. gregalis Pagenstecher, 1900
- E. hemicausta Turner, 1904
- E. hoenei Whalley, 1963
- E. icelusalis Walker, 1859
- E. ignealis Guenée, 1854
- E. inouei Yoshiyasu, 1987
- E. khaoyaiensis Yoshiyasu, 1989
- E. kuznetzovi Whalley, 1963
- E. lobibasalis Hampson, 1906
- E. loricata Moore, 1888
- E. luteobasalis Caradja, 1935
- E. luteogrisalis Hampson, 1896
- E. luteopuncta Whalley, 1963
- E. mariana Whalley, 1963

- E. melanchroa Turner, 1911
- E. melanobasis Hampson, 1916
- E. mesenterialis (Walker, 1859)
- E. metacuralis Hampson, 1916
- E. minialis Fabricius, 1794
- E. munroei Whalley, 1963
- E. murecinalis Hampson, 1916
- E. nicobaralis Hampson, 1906
- E. nigromaculata Whalley, 1963
- E. niveifimbrialis Hampson, 1906
- E. occidentalis Hampson, 1916
- E. olivacealis Bremer, 1864
- E. persicopa Meyrick, 1889
- E. peterella Whalley, 1963
- E. plinthopa Meyrick, 1886
- E. portialis Walker, 1859
- E. propinqua Whalley, 1963
- E. psammitis Turner, 1904
- E. pulverealis Hampson, 1916
- E. puncticostalis (Walker, 1866)
- E. punicea Whalley, 1963
- E. pyrosalis Guenée, 1854
- E. pyrrhaema Hampson, 1916
- E. pyrrhocosma Turner, 1911
- E. ragonoti Christoph, 1893
- E. repandalis Fabricius, 1794
- E. rhodomicta Hampson, 1916
- E. rogenhoferi Rebel, 1892
- E. rosina Ghesquière, 1942
- E. rufofimbrialis Warren, 1891
- E. ruminalis Walker, 1859
- E. sandaraca Whalley, 1963
- E. sasakawai Yoshiyasu, 1989
- E. semirubrica Whalley, 1963
- E. separata Whalley, 1963
- E. sexpunctata Whalley, 1963
- E. similata Moore, 1888
- E. simplex Janse, 1924
- E. sondaicalis Snellen, 1880
- E. suavalis Snellen, 1895
- E. tamsi Whalley, 1963
- E. theonalis Walker, 1859
- E. thermidora Hampson, 1916
- E. thomealis (Viette, 1957)
- E. trichophoralis Hampson, 1906
- E. ustalis Hampson, 1893
- E. variabilis Janse, 1924
- E. viettealis Whalley, 1963
- E. vinolentalis Ragonot, 1891
- E. wammeralis Pagenstecher, 1886
- E. wilemani West, 1931